# Кубинский щелезуб
Кубинский щелезуб, или такуахе (лат. Atopogale cubana), — вид млекопитающих из семейства щелезубов (Solenodontidae). Обитает во влажных горных лесах на востоке острова Куба (бывшая провинция Орьенте).
Исчезающий вид, занесённый в Красную книгу Всемирного союза охраны природы (МСОП). Популяции кубинского щелезуба стремительно сокращаются. Причин сокращения численности несколько. Это давление хищников, завезённых в Вест-Индию человеком: крыс, мангустов, домашних собак и кошек, а также вырубка лесов для расширения сельскохозяйственных угодий. Вероятно, единственным путём спасения этого вида оказывается искусственное заселение им островов, не освоенных человеком.

## Биологическое описание
Кубинский щелезуб немного крупнее гаитянского. Размеры от 280 до 390 мм, длина хвоста от 175 до 255 мм, вес около 1 кг. Голова удлинённая, передняя часть головы вытянута в виде хоботка. Глаза маленькие, уши частично голые, хвост почти голый. Лапы средней длины, пятипалые, вооружены сильными загнутыми когтями, особенно развитыми на передних конечностях.

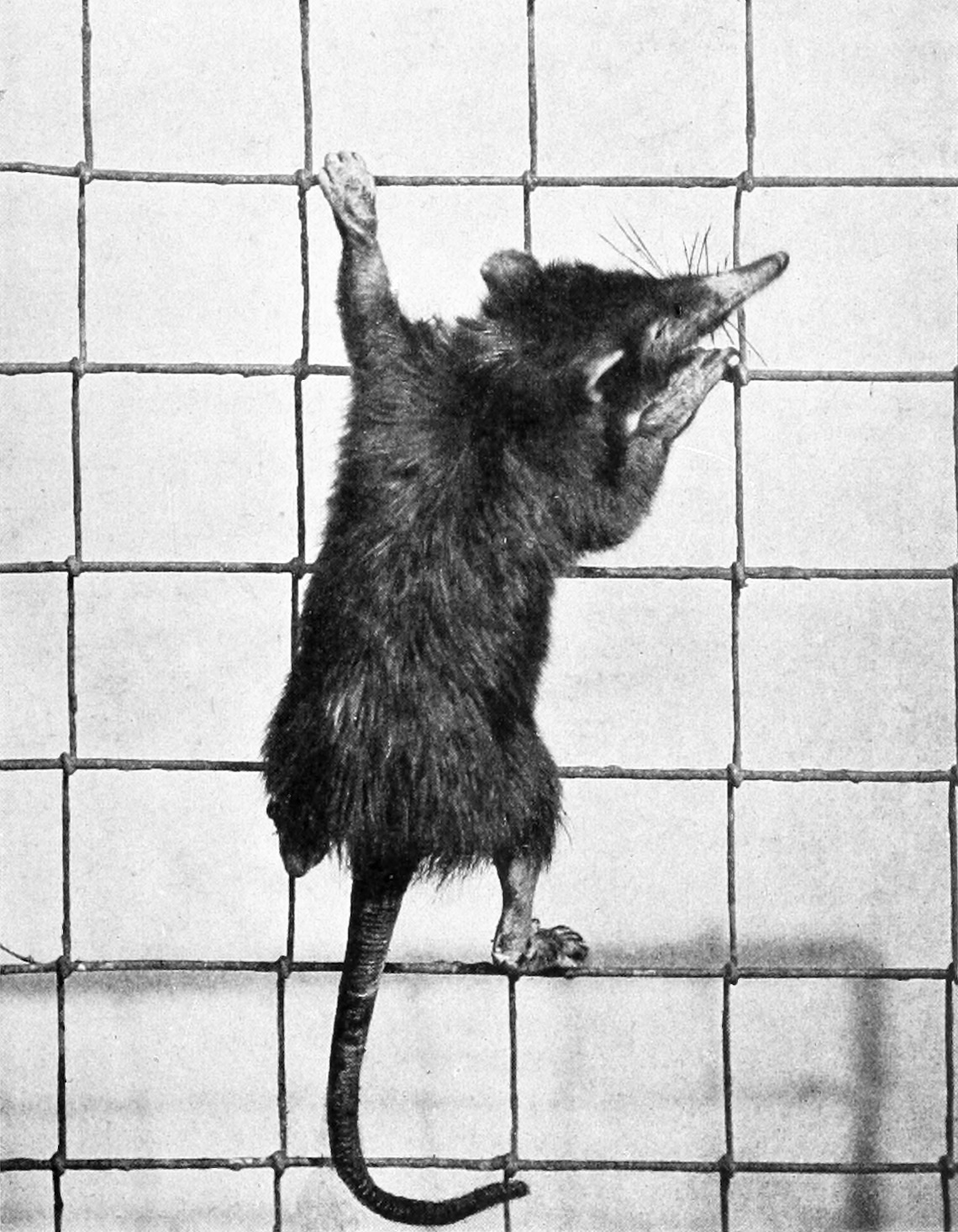

Тело покрыто жёсткой и длинной, но редкой шерстью. Окраска шерсти на затылке, спине и боках — чёрная, на голове, боковых частях шеи и брюхе — желтоватая.
Зубная формула 3/3,1/1,3/3,3/3 = 40.
В паховой области находятся железы внутренней секреции, которые выделяют мускусный, козьего типа запах. У самок 2 молочные железы.

## История описания
Кубинский щелезуб был открыт в 1861 году немецким натуралистом Вильгельмом Петерсом.
Во второй половине XIX века, с появлением в Вест-Индии ввезённых человеком хищников (кошек, собак, мангустов) численность щелезубов начала резко сокращаться. К 1970 году его посчитали вымершим видом, поскольку в последний раз кубинского щелезуба наблюдали ещё в 1890 году. Однако в 1974 и 1975 гг. были пойманы ещё три экземпляра, и последующие исследования показали, что щелезубы всё ещё водятся на территории бывшей провинции Орьенте. Последний экземпляр щелезуба был пойман в 2003 году.
В конце XIX — начале XX века на страницах Энциклопедического словаря Брокгауза и Ефрона кубинский щелезуб был описан Дмитрием Педашенко под именем «эдарас».

## Образ жизни

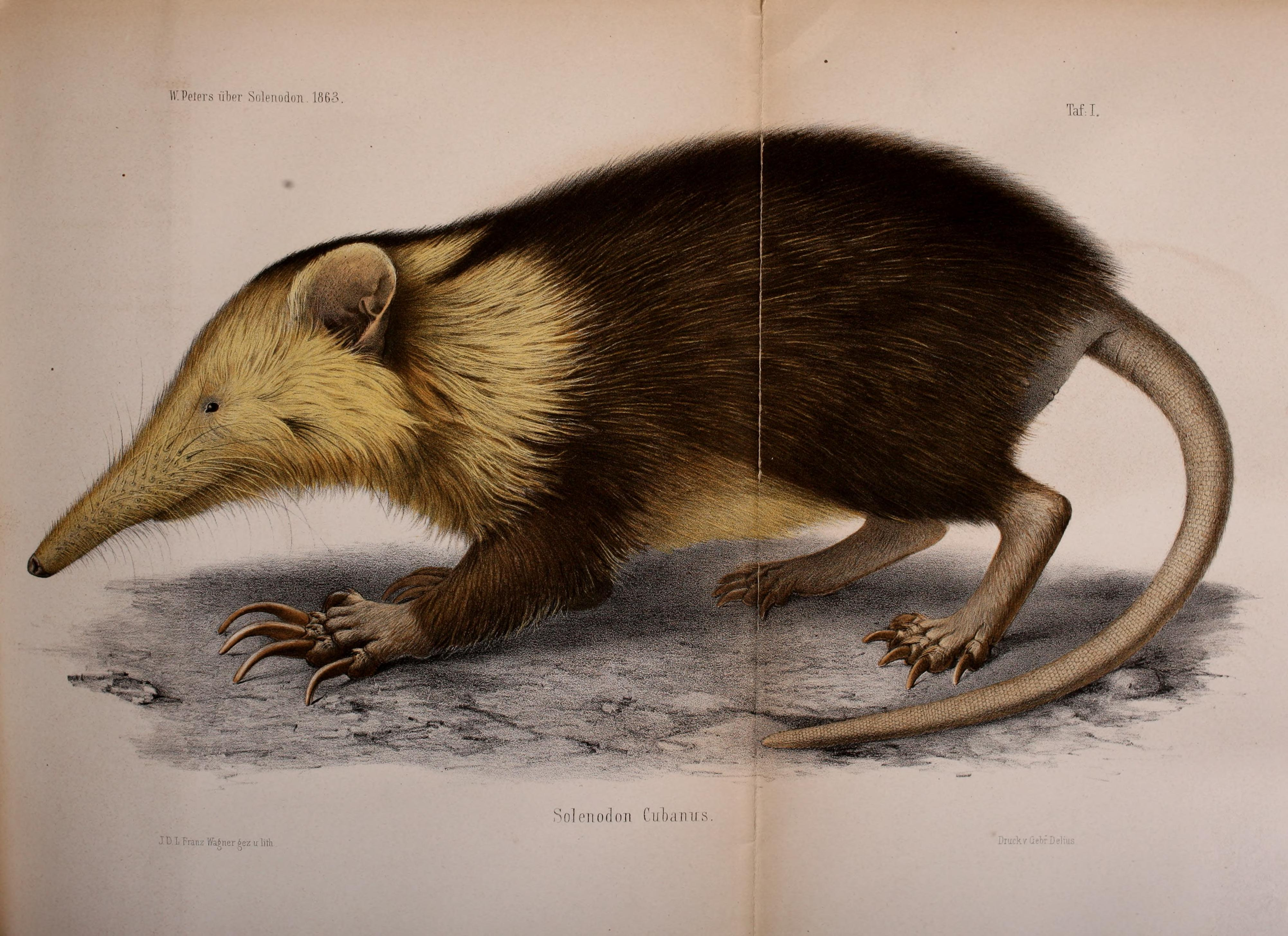
Кубинский щелезуб, рис. Ф. Вагнера, 1863

Щелезубы ведут ночной образ жизни. День они проводят в убежищах (норах и полых стволах поваленных деревьев, естественных нишах скал), а ночью отправляются на поиски пищи. Большую часть времени проводят на земле, хотя и способны залезать на вертикальные поверхности..
Основу питания составляют мелкие беспозвоночные: насекомые, моллюски, черви и мелкие пресмыкающиеся. Незначительную долю рациона составляют семена, плоды и листья растений. В поисках пищи ворошат лесную подстилку и раскапывают верхний слой почвы.
Слюна слабо ядовита. Яд вырабатывается в подчелюстной слюнной железе, проток которой открывается у основания второго нижнего резца, снабжённого глубокой бороздкой. По силе яда щелезубы также близки к заднебороздчатым ужеобразным змеям — укус этих зверьков опасен только для мелких животных. Это редчайший пример ядовитости у млекопитающих. Не имеют иммунитета к собственному яду.
О размножении вида данных мало. В помете 1 до 2 детёныша. Роды происходят в норе. Детёныш остаётся со своей матерью в течение нескольких месяцев. Самка приносит 1—2 помёта в год.

## Продолжительность жизни
Кубинский щелезуб прожил в неволе более 5 лет. Они могут жить дольше, так как близкий вид Solenodon paradoxus прожил в неволе около 11 лет.